# Districtul Salgótarján
Salgótarján (în maghiară Salgótarjáni járás) este un district în județul Nógrád, Ungaria.
Districtul are o suprafață de 525,23 km2 și o populație de 64.504 locuitori (2013).